# NGC 4936
NGC 4936 је елиптична галаксија у сазвежђу Кентаур која се налази на NGC листи објеката дубоког неба.
Деклинација објекта је - 30° 31' 36" а ректасцензија 13h 4m 17,0s. Привидна величина (магнитуда) објекта NGC 4936 износи 10,7 а фотографска магнитуда 11,7. Налази се на удаљености од 31,053 милиона парсека од Сунца. NGC 4936 је још познат и под ознакама ESO 443-47, MCG -5-31-28, AM 1301-301, IRAS 13016-3016, PGC 45174.